# 애슈필드

애슈필드의 위치

애슈필드(영어: Ashfield)는 잉글랜드 노팅엄셔주에 위치한 비도시 자치구로 중심 도시는 커비인애슈필드이며 인구는 122,508명(2014년 기준), 면적은 109.6km2이다.